# Castnia
Castnia là một chi bướm đêm thuộc họ Castniidae. Nó được Fabricius miêu tả năm 1807.

## Hình ảnh

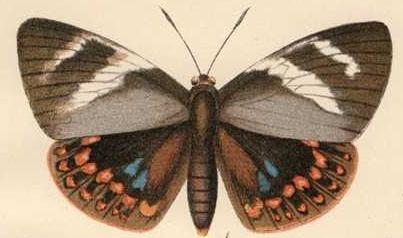

## Các loài
- Castnia estherae Miller, 1976
- Castnia eudesmia Gray, 1838
- Castnia fernandezi González, 1992
- Castnia invaria Walker, 1854
- Castnia juturna Hopffer, 1856
- Castnia lecerfi Dalla Torre, 1913